# Atelognathus salai
Atelognathus salai es una especie de anfibios de la familia Batrachylidae.

## Distribución geográfica
Es endémica de la Patagonia (Argentina y Chile).